# Daniel Staniszewski
Daniel Staniszewski (Ciechanów, 5 de mayo de 1997) es un deportista polaco que compitió en ciclismo en las modalidades de pista y ruta.
Ganó una medalla de bronce en el Campeonato Europeo de Ciclismo en Pista de 2017, en la carrera de madison. En los Juegos Europeos de Minsk 2019 obtuvo una medalla de bronce en la prueba de ómnium.

## Medallero internacional
| Juegos Europeos    | Juegos Europeos     | Juegos Europeos   | Juegos Europeos |
| Año                | Lugar               | Medalla           | Competición     |
| ------------------ | ------------------- | ----------------- | --------------- |
| 2019               | Minsk (Bielorrusia) | Medalla de bronce | Ómnium          |
| Campeonato Europeo |                     |                   |                 |
| Año                | Lugar               | Medalla           | Competición     |
| 2017               | Berlín (Alemania)   | Medalla de bronce | Madison         |